# Теодосий I
Вижте пояснителната страница за други личности с името Теодосий I.
Флавий Теодосий (на латински: Flavius Theodosius; на гръцки: Θεοδόσιος Α’), прието е още да се нарича Теодосий I Велики, е римски император от 379 до 395 година. Той е най-известен с ревностното налагане на християнската религия, въвеждайки решителна забрана на всички други култове и ереси в империята.
Теодосий е последният римски император, който властва над цялата Римска империя, след като я обединява за последен път, само няколко месеца преди смъртта си в началото на 395 година. След това империята е окончателно и завинаги разделена на две части – източна и западна.
Роден през 347 г. в град, намиращ се в днешната област Сеговия, Испания, в аристократично римо-иберийско християнско семейство, Теодосий от млад става ревностен привърженик християнството. Баща му Флавий Теодосий е блестящ военачалник, постигнал редица успехи на бойното поле в Британия, Мавритания и по Дунавската граница. Младият Теодосий се проявява за първи път под командването на баща си и през 374 г. е назначен за дук на Мизия. Когато, в резултат на придворни интриги, баща му е екзекутиран по заповед на император Грациан през 376 г., бъдещият император Теодосий се оттегля от поста и живее в родната си провинция.
След катастрофалната битка при Адрианопол през август 378 г., империята попада в критична ситуация. Източният император Валент загива в битката, победените легиони са дезорганизирани, балканските провинции страдат от нашествието на вилнеещите готи. Самата столица Константинопол се намира под заплаха.

## Управление
В края на 378 г. Теодосий е повикан от западноримския император Грациан в град Сирмиум, Панония, където е определен за командващ на римските войски в Тракия, докато Грациан отбранява Мизия, Илирия и Дакия. През януари 379 г. Теодосий е признат от Грациан за август и съимператор на Източната империя, която му е възложено да защитава от готската инванзия.

### Мир с готите
Новият император успява с огромна находчивост да се справи с готската опасност и умиротворява Балканските провинции. Първоначално Теодосий нанася няколко поражения на готите, но армията е значително отслабена след катастрофата при Адрианопол, което не позволява на римляните да предприемат по-решителни военни действия. Императорът прекарва две години на боеве в Тракия, преди да успее да влезе в Константинопол през 380 г. Едва през 381 г. нашествениците са изгонени от Македония и централна Гърция, след което Теодосий започва преговори за мир с готските вождове.
Основно средство на политиката на Теодосий I става сключването на т.нар. foedus – договори, според които пришълците стават федерати, като запазват своята автономия и закони, но са задължени да служат на империята като спомагателни бойци. След приключването на Готската война през 382 г., варварските племена официално получават правото да останат в земите между Дунав и Стара планина – едно отстъпление от дотогавашните принципи на римската политика, породено от липсата на военна сила след поражението при Адрианопол. Варварските контингенти попълват недостига на римски доброволци в легионите, но в резултат на това през периода до около средата на 5 век готските федерати съставят по-голямата част от армията на Източната империя.

### Религиозна политика
В църковно отношение Теодосий I започва борба за налагане на решенията на Първия вселенски събор в Никея. Особено засегната е дейността на арианите в неговите владения, които заедно с езичниците изпадат в немилост. През май 381 г. е свикан и Вторият вселенски събор в Константинопол, на който е избран нов патриарх на Константинопол и е приет пълният текст на Символа на вярата. 
Силата на църквата е нараснала дотолкова, че когато през 390 г. по заповед на Теодосий готските наемници избиват 7000 души при потушаване на безредиците в Тесалоника (дн. Солун), императорът е официално отлъчен от влиятелния епископ Амброзий Милански. Едва след публично покаяние Теодосий отново е приет в редовете на вярващите християни, въпреки че Солунското клане и последвалото отлъчване и опрощаване, остават като едни от най-запомнящите се моменти в неговата биография.
Император Теодосий I е наречен с прозвището „Велики“ от църковните историци, защото следва твърда и последователна политика в подкрепа на християнството като единствената официална религия, задължителна за всички граждани и поданици на империята. В едиктите си Теодосий категорично забранява почитането на всякакви други култове и религиозни течения, освен ортодоксалното християнство, чиято доктрина още веднъж е утвърдена на Константинополския църковен събор през 381 година.
Докато през 313 г. Константин Велики издава т.нар. Медиолански едикт, с който обявява всички религии в империята за равноправни, в 392 г. Теодосий Велики забранява дори и частното изповядване на езическата религия. За почитане на нехристиянски божества се предвиждат големи глоби и дори смъртно наказание. Затворени или превърнати в черкви са повечето нехристиянски храмове в много градове, например Серапеума в Александрия и храма на Веста в Рим. Важни гръко-римски паганистически култови средища като храмът на Юпитер и Пантеонът в Рим, Партенона в Атина и храмът на Аполон в Делфи, също са окончателно закрити.
Забранени са също и магическите ритуали, вещерството и преподаването на математика, считана тогава за вид магьосничество. През 393 г. за последен път се провеждат Олимпийските игри, след което и те са забранени като езически обичай, загубил и без това популярност, за разлика от конните надбягвания на константинополския хиподрум. Това е последният известен антиезически едикт, издаден от Теодосий I.

### Вътрешна политика
За разлика от предходните владетели на източния трон, Теодосий I управлява в съгласие с едрите земевладелци, аристокрацията и духовенството, като облагодетелства техните интереси с дарения на нови земи и привилегии. Привлича в Константинопол благородни фамилии от Испания и Галия. Благодарение на тази негова политика, Теодосий укрепява властта си, печелейки популярност сред управляващите кръгове.
Императорът увеличава разходите и числеността на свитата си и продава висши държавни постове на богати приближени, за да набави приходи. Увеличени са данъците, тъй като правителството се нуждае от все повече средства, необходими за заплащане на варварските наемни войски, което е единственият начин да бъде продължен съюзът и мирът с готските федерати на империята. Същевременно положението на масата от населението продължава да се влошава, в резултат от варварските разорения, повишаващите се данъци, закрепостяването на селяните и задължителното наследяване на повечето занаяти и професии.
В столицата Константинопол по това време са изградени Форума на Теодосий с триумфална арка и Колоната на Теодосий на Хиподрума.

### Външна политика и междуособици
През управлението на Теодосий I на източната граница цари мир със Сасанидска Персия, което дава възможност на константинополското правителство да провежда активна политика на запад. През 383 г. Сирия е защитена от нападение на сарацините. По дипломатически път, римляните успяват да прибавят Западна Армения и Колхида към владенията си през 387 г.
През 383 г. в Западната империя се извършва военен преврат срещу император Грациан, който е свален от власт и убит. Защитавайки правата на брат му, малолетния император Валентиниан II, Теодосий повежда поход срещу узурпатора Магн Максим в Италия – подкрепен от варварските федерати, Теодосий постига победа и връща трона на своя законен съуправител (388 г.). Узурпаторът Максим и синът му са екзекутирани.
През 392 г. Валентиниан II е убит и Теодосий е принуден отново да воюва, този път срещу франкския генерал magister militum Арбогаст и неговата марионетка – узурпатора Евгений. Източният император разгромява своя противник в битката при река Фригид през септември 394 г., екзекутира узурпатора и обединява Римската империя за последен път, но в началото на следващата година умира в Медиоланум (дн. Милано) от воднянка (едема).
След смъртта му през януари 395 г. Теодосий Велики е погребан в Константинопол. По негово завещание империята се разделя между синовете му, непълнолетния Аркадий и малолетния Хонорий, съответно на Източна и Западна.

### Летописите за Теодосий Велики
Относно личността на Теодосий Велики, източниците споменават, че в различните моменти поведението му се колебае от решителна деятелност до слабоволева вялост, между простия живот на войник и удоволствията на двореца. Според свидетелствата на древните автори, външостта на Теодосий е образец на римска елегантност, макар че няма запазени статуи с негово изображение. Умеел да се държи с достойнство и възвишена сдържаност, но проявявал склонност към внезапен гняв и бързо отсъждал сурови наказания, които понякога след това отменял.
Езическият историк Зосим обвинява Теодосий в алчност, ленивост и слабост към разкоша и развлеченията. Друг античен автор, Аврелий Виктор, възхвалява императора за неговата честност, великодушие и щедрост. Според него, Теодосий притежавал вродени по природа качества, които другите развивали едва след упорити усилия. Въпреки че образованието му е съвсем посредствено, Теодосий покровителства учените и интелектуалците, интересува се от история и изкуства. Той винаги демонстрирал скромност и милосърдие, бил общителен и добронамерен, приветствал еднакво както простодушните хора, така и учените и изтъкнатите. Сам твърдял, че се отличава от останалите само по облеклото си на император.

## Галерия
- Паметник на Теодосий в дн. Сеговия, 20 век
- Колоната (обелиск) на Теодосий I
- Останки от Форума и триумфалната арка на Теодосий I